# Jeanne oder Die Lerche
Jeanne oder Die Lerche (französischer Originaltitel: L’Alouette = die Lerche) ist ein Theaterstück von Jean Anouilh.

## Entstehung
In seiner erfolgreichsten Schaffenszeit – zwischen 1946 und 1959 wurde fast jede Pariser Theatersaison mit einem neuen Stück von ihm eröffnet – wendete sich Anouilh 1953 der französischen Nationalheldin Jeanne d’Arc zu. Wie George Bernard Shaw, Bertolt Brecht und Anna Seghers zuvor greift er den Stoff auf und nimmt die Gerichtsverhandlung gegen Jeanne d’Arc zum Ausgangspunkt seines Dramas. Anouilh lässt ein burleskes Spiel seinen Lauf nehmen, das immer wieder zu erkennen gibt, dass man sich im Theater befindet. Dies wird vor allem dadurch erreicht, dass die Geschichte Johannas als Spiel im Spiel, quasi als Rückblende inszeniert wird.

## Handlung
Im Rahmen der Gerichtsverhandlung werden einzelne Etappen des Lebens Jeannes nachgespielt – das Verlassen der Eltern, das Treffen mit Baudricourt, die Begegnung mit dem Dauphin und späteren König Charles VII. Die Bearbeitung des Johanna-Stoffes durch George Bernard Shaw (in: „Die heilige Johanna“) hat deutliche Spuren in Anouilhs Version hinterlassen, bei der Auswahl der Einzelszenen wie auch deren Ausgestaltung und bei der Anlage der Figuren. So ist bspw. der Gerichtsvorsitzende Cauchon wie bei Shaw im Grunde seines Herzens ein gütiger Mann, der versucht Jeannes Leben zu retten, und auch die Figur des englischen Adeligen Warwick offenbart deutliche Parallelen. Im Gegensatz zu Shaws Johanna ist Anouilhs Jeanne aber keine vor Selbstbewusstsein strotzende, beinahe unerschütterliche Frau, sondern ein sehr menschlich wirkendes junges Mädchen, dem Egoismus fremd ist und die das kriegerische Töten abschreckt. Ein bemerkenswerter Bruch mit dem so angelegten Charakter ist dann auch der Widerruf ihres Geständnisses, den Jeanne nur begeht, weil sie sich vor dem Altern und dem Abrutschen in die Mittelmäßigkeit fürchtet. Hierbei erinnert Jeanne sehr an Antigone, die Titelheldin von Anouilhs gleichnamigen Stück, deren Wahl des Todes ebenfalls von Anfang an in ihrem Charakter angelegt ist. Die zum Teil frappierenden Ähnlichkeiten zwischen Jeanne oder die Lerche und Antigone (so ähnelt auch die Figur Cauchons stark der von Kreon) haben dem jüngeren Stück einige Kritik eingebracht.